# Henryk Wiciński

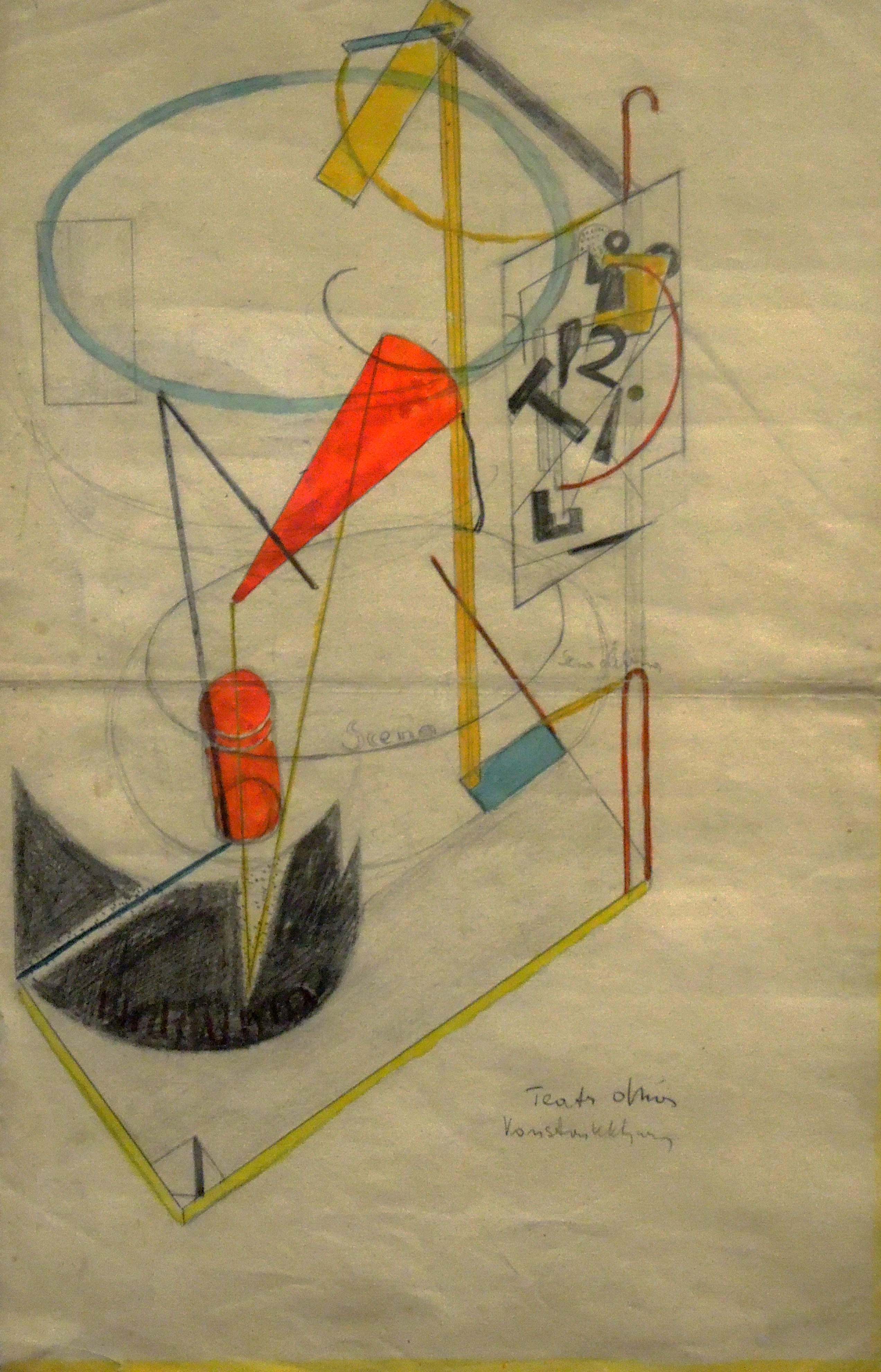
Teatr dnia

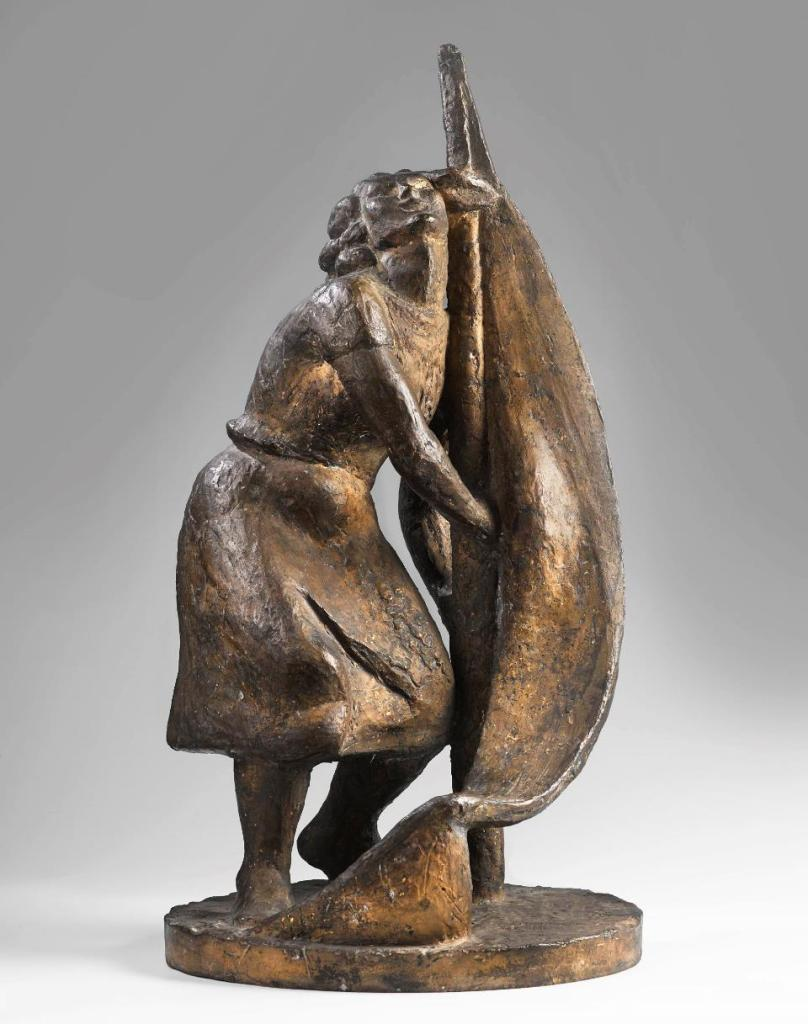
Dziewczyna ze sztandarem z ok. 1940

Henryk Wiciński (ur. 18 kwietnia 1908 w Łodzi, zm. 22 stycznia 1943 w Krakowie) – polski rzeźbiarz, rysownik, scenograf i poeta, członek KPP.
W 1928 został studentem w pracowni rzeźby u Xawerego Dunikowskiego w krakowskiej Akademii Sztuk Pięknych. W tej samej pracowni rok później rozpoczęła studia Maria Jarema – jego pierwsza wielka miłość. W 1932 był współzałożycielem Grupy Krakowskiej. Jej członkowie uprawiali sztukę abstrakcyjną lub figuratywną, głównie w duchu ekspresjonistycznym.  W 1934 Wiciński został wspólnikiem Józefa Jaremy i to on stworzył nową koncepcję artystyczną Cricot jako teatru plastycznego. Wykonał wiele dekoracji i kostiumów, m.in. do sztuk: Wąż, Orfeusz i Euridika Tytusa Czyżewskiego, Serce panny Agnieszki Józefa Jaremy, Sen Kini Adama Kadena czy Mątwa Witkacego. Dobrze zapowiadającą się przyszłość zatrzymała choroba - gruźlica – efekt niewyleczonego, przewlekłego zapalenia płuc, której pierwsze objawy pojawiły się w 1933. W 1935 za wstawiennictwem krakowskiego Związku Plastyków Czerwony Krzyż przyznał Wicińskiemu zapomogę finansową pozwalającą mu leczyć się w Zakopanem. W sanatoriach spędził następne dwa i pół roku m.in. w Zakopanem. W 1938 po rozpadzie Grupy Krakowskiej zamieszkał w Łodzi. W tym czasie próbował tworzyć abstrakcyjne rzeźby i prowadził teatrzyk kukiełkowy dla dzieci. W 1939 przez pewien czas mieszkał w Warszawie, pracując w teatrze Cricot, który wówczas przebywał w stolicy. Na początku listopada 1939 razem z siostrą Janiną pojechał do Lwowa, gdzie został asystentem na wydziale rzeźby Szkoły Sztuk Pięknych w pracowni Mariana Wnuka zwolniono go jednak w 1940 pod pretekstem braku dyplomu. W styczniu 1941 we Lwowie wziął ślub z Nusią Bronisławą Jaremą siostrą Marii, małżeństwa tego rodzina Jaremów jednak nie uznała. Jesienią 1941 wrócił do Krakowa, w kwietniu 1942 przeżył kolejny krwotok, podobno po wielkim aresztowaniu w Domu Plastyków przy ulicy Łobzowskiej. W listopadzie 1942  z mieszkania Hanny Rudzkiej -Cybisowej przewieziono go po kolejnym pogorszeniu stanu płuc do krakowskiego szpitala św. Łazarza.
Wiciński należał do awangardowych rzeźbiarzy polskich. Tworzył rzeźby abstrakcyjne w gipsie, wosku, czasami w drewnie. Zachowało się niewiele rzeźb, natomiast ocalało wiele rysunków tuszem i ołówkiem, scenografii, akwareli oraz listy i poezje.
Wiciński zajmował się teorią sztuki, stworzył w 1936 koncepcję form przestrzennych, które nazwał „rzeźbą wzroku”.
Uczestniczył w wystawach Grupy Krakowskiej we Lwowie w 1933 i w Krakowie oraz Instytutu Propagandy Sztuki w Warszawie. 
Po II wojnie światowej prace Wicińskiego pokazano na kilku wystawach, m.in.: 
- 1958 – Galeria Krzywe Koło w Warszawie
- 1962 – CBWA Zachęta w Warszawie
- 1963 – Galeria Krzysztofory w Krakowie.